# Wheels of Fire
Wheels of Fire ist das dritte Musikalbum der britischen Bluesrock-Gruppe Cream. Es wurde 1968 als Doppelalbum veröffentlicht. Die erste Platte enthält Studioaufnahmen, die zweite Liveaufnahmen aus dem Fillmore West und dem Winterland.
Das Album erreichte in den Vereinigten Staaten den 1. Platz in den Charts und Platz 3 in Großbritannien. Im Jahr 2003 wurde es von der Zeitschrift Rolling Stone auf Platz 203 in deren Liste der 500 besten Alben aller Zeiten aufgeführt.

## Entstehung
Noch bevor das Vorgängeralbum Disraeli Gears veröffentlicht wurde, nahmen Ginger Baker, Jack Bruce und Eric Clapton zusammen mit Felix Pappalardi in London und New York die erste Platte von Wheels of Fire auf.
Auf ihr befindet sich mit dem psychedelischen White Room eines der bekanntesten Lieder der Band. Für die Liveplatte gaben Cream mehrere Konzerte im Fillmore und im Winterland. Der Produzent Felix Pappalardi hatte die Stücke nach den musikalischen Fähigkeiten der einzelnen Musiker ausgewählt. Die Bluesklassiker Crossroads von Robert Johnson und Spoonful von Willie Dixon zeigen Clapton an der Gitarre, das neue Stück Traintime Bruce an der Mundharmonika, und das vom Album Fresh Cream stammende Toad ein langes Schlagzeugsolo von Baker. Auf diesem Album nichtverwendete Stücke erschienen später auf Live Cream und Live Cream Volume II. Die psychedelische Graphik des Klappcovers wurde wie die des Vorgängeralbums von Martin Sharp geschaffen.

## Titelliste

### LP 1: In the Studio
Seite 1
1. „White Room“ (Jack Bruce, Pete Brown) – 4:56
2. „Sitting on Top of the World“ (Walter Vinson, Lonnie Chatmon; arr. Chester Burnett) – 4:56
3. „Passing the Time“ (Ginger Baker, Mike Taylor) – 4:31
4. „As You Said“ (Bruce, Brown) – 4:19

Seite 2
1. „Pressed Rat and Warthog“ (Baker, Taylor) – 3:13
2. „Politician“ (Bruce, Brown) – 4:11
3. „Those Were the Days“ (Baker, Taylor) – 2:53
4. „Born Under a Bad Sign“ (Booker T. Jones, William Bell) – 3:08
5. „Deserted Cities of the Heart“ (Bruce, Brown) – 4:36

Neben Baker, Bruce und Clapton spielte Felix Pappalardi verschiedene Instrumente wie Bratsche und Trompete.

### LP 2: Live at the Fillmore
Die zweite LP ist so betitelt, auch wenn drei der vier Stücke im Winterland aufgenommen wurden
Seite 3
1. „Crossroads“ (Robert Johnson, arrangiert von Eric Clapton) – 4:13 (10. März 1968, Winterland, San Francisco)
2. „Spoonful“ (Willie Dixon) – 16:44 (10. März, 1968 Winterland, San Francisco)

Seite 4
1. „Traintime“ (Bruce) – 6:52 (8. März 1968, Winterland, San Francisco)
2. „Toad“ (Baker) – 15:53 (7. März 1968, The Fillmore, San Francisco)